# Heiligenhäuschen (Ruppichteroth)

Das Heiligenhäuschen 2020

Das Heiligenhäuschen Ruppichteroth ist ein sakrales Kleingebäude an der Mucher Straße im Ort Ruppichteroth. Es wurde 1668 errichtet.
Das Heiligenhäuschen wurde von dem Ruppichterother Pastor Karl Hemmer auf Pastoratsgrund oberhalb des Kirchdorfes erbaut. Dort wurde bei der feierlichen Gottestracht am hohen Christi Himmelfahrtsfeste das sogenannte II. Evangelium gesungen und der sakramentale Segen erteilt. Bei der Renovierung 2020 konnte das Jahr der Errichtung durch das Auffinden einer Inschrift erstmals genau festgestellt werden.
Das Häuschen steht unter Denkmalschutz.

## Weblink
- Katholisch im Bröltal

Koordinaten: 50° 50′ 48,7″ N, 7° 28′ 49,4″ O